# 7. ceremonia wręczenia nagród Brytyjskiej Akademii Filmowej
7. ceremonia rozdania nagród BAFTA.

## Laureaci

### Najlepszy film
- Zakazane zabawy
- Piękny i zły
- Wróć, mała Shebo
- Okrutne morze
- Nadziei za dwa grosze
- Stąd do wieczności
- Genowefa z Paryża
- Sedno sprawy
- Juliusz Cezar
- The Kidnappers
- Lili
- The Medium
- Mogambo
- Moulin Rouge
- Wszyscy jesteśmy mordercami
- Mały światek Don Camilla
- Rzymskie wakacje
- Jeździec znikąd
- The Sun Shines Bright

### Najlepszy zagraniczny aktor
- Marlon Brando – Juliusz Cezar
- Spencer Tracy – Aktorka
- Van Heflin – Jeździec znikąd
- Eddie Albert – Rzymskie wakacje
- Gregory Peck – Rzymskie wakacje
- Claude Laydu – Dziennik wiejskiego proboszcza
- Marcel Mouloudji – Wszyscy jesteśmy mordercami

### Najlepszy brytyjski aktor
- John Gielgud – Juliusz Cezar
- Jack Hawkins – Okrutne morze
- Kenneth More – Genowefa z Paryża
- Trevor Howard – Sedno sprawy
- Duncan Macrae – The Kidnappers

### Najlepsza brytyjska aktorka
- Audrey Hepburn – Rzymskie wakacje
- Celia Johnson – Raj kapitana

### Najlepsza zagraniczna aktorka
- Leslie Caron – Lili
- Shirley Booth – Wróć, mała Shebo
- Maria Schell – Sedno sprawy
- Marie Powers – The Medium

### Najlepszy film dokumentalny
- The Conquest of Everest

### Najlepszy brytyjski film
- Genowefa z Paryża
- Okrutne morze
- Sedno sprawy
- The Kidnappers
- Moulin Rouge

### Specjalna nagroda
- The Romance of Transportation in Canada